# 索库卢克区
索库卢克区（东干语：Сохўлў，Sohwlw，梢葫芦），又译索库鲁克区，是吉尔吉斯斯坦北部州份楚河州的一个区。该区面积为2,550平方（980平方英里），2009年人口为159,231。首府位于索库卢克。